# Stein (vogtländisches Adelsgeschlecht)

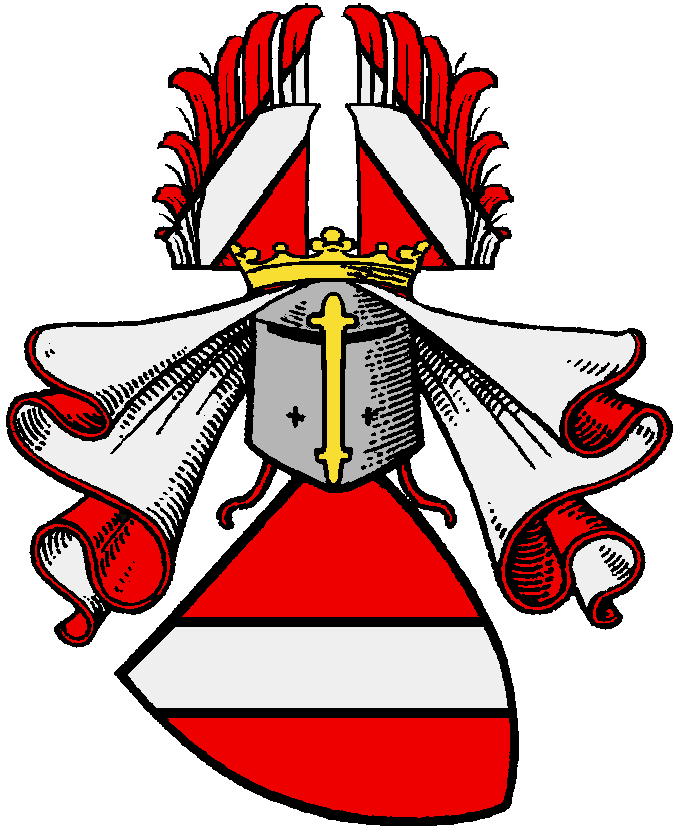
Wappen derer von Stein und der stammes- und wappenverwandten Geschlechter von Berg, von Epprechtstein, von der Grün, von Münchberg, von Radeck, von Reitzenstein, von Sparnberg, Sack, von Thoßfell, von Töpen und von Wildenstein

Die Familie von Stein war ein fränkisches Adelsgeschlecht und kann der vogtländischen Ritterschaft zugerechnet werden.

## Geschichte
Wie die Familien von Berg, von Epprechtstein, von der Grün, von Münchberg, von Radeck, von Reitzenstein, von Sparnberg, von Thoßfell, von Töpen und von Wildenstein gelten die von Stein als eine Linie des bereits 1091 erwähnten Ministerialengeschlechts Sack. All diese Familien sind daher stammes- und wappenverwandt.

## Wappen
| Darstellung in Siebmachers Wappenbuch (1605) |
| Das Wappen zeigt einen silbernen Schrägbalken auf rotem Grund. Die Helmzier besteht aus einem offenen Flug, in dem sich der Schrägbalken wiederholt. |